# Plebejus joannisi
Plebejus joannisi är en fjärilsart som beskrevs av Glais 1926. Plebejus joannisi ingår i släktet Plebejus och familjen juvelvingar. Inga underarter finns listade i Catalogue of Life.